# Auderghem
Auderghem (fransk) eller Ouderghem (nederlandsk) er en kommune i den sydøstlige del af regionen Bruxelles i Belgien. Den grænser til Etterbeek og Ixelles mod nordvest, til Woluwe-Saint-Pierre mod nord, til Watermael-Boitsfort mod syd, samt til Tervuren og Overijse – begge i Flandern – mod øst. Som alle kommuner i Bruxelles-regionen er den lovmæssigt tosproget (fransk-nederlandsk).
Pr. 1. januar 2025 havde kommunen 35.698 indbyggere. Det samlede areal var 9 km2, og befolkningstætheden 3.982/km2.